# Contea di Haldimand
La contea di Haldimand è una municipalità del Canada, situata nella provincia dell'Ontario.